# Laminazione prodotta da decantazione
La laminazione prodotta da decantazione si forma quando la corrente di un fluido non è più in grado di muovere o di sostenere in turbolenza le particelle di sedimento in esso presenti. Il sedimento inizia, quindi, a depositarsi drappeggiando le superfici di deposito preesistenti.
Esistono tre modalità diverse di deposizione:
- gradazione
- flocculazione
- decantazione particellare

## La gradazione
Questo tipo di deposizione per decantazione si forma in sospensioni diluite di sedimento a diversa granulometria. Ciò è possibile quando l'apporto sedimentario è caratterizzato da granulometrie sempre minori per progressiva diminuzione della velocità e capacità della corrente; oppure quando si ha una brusca diminuzione della velocità della corrente che permette a tutte le particelle di rimanere in sospensione e di depositarsi in tempi diversi in rapporto alle loro caratteristiche fisiche.

## La flocculazione
In questo caso avviene che più particelle di sedimento si aggregano fra loro a formare dei fiocchi che cadono ad una velocità maggiore di quella di una singola particella.
Questo tipo di deposizione avviene in sospensioni ad alta concentrazione oppure in sospensioni caratterizzate da variazioni di salinità. Questo processo è tipico di ambienti pelagici dove si formano preferenzialmente i fanghi.

## La decantazione particellare
La decantazione particellare si attiva in sospensioni diluite e stabili da un punto di vista elettrochimico. In questo caso ogni singola particella si deposita singolarmente. Questo tipo di deposizione è caratteristico di ambienti lacustri.